# Tivyna
Tivyna is een geslacht van spinnen uit de  familie van de Dictynidae (kaardertjes).

## Soorten
- Tivyna moaba (Ivie, 1947)
- Tivyna pallida (Keyserling, 1887)
- Tivyna petrunkevitchi (Gertsch & Mulaik, 1940)
- Tivyna spatula (Gertsch & Davis, 1937)